# Le père Noël est tombé sur la tête
La Liste du Père Noël (The Real St. Nick) est un téléfilm de Noël américain réalisé par Penelope Spheeris et diffusé le 15 décembre 2012 sur Lifetime.

## Synopsis
Kate Bryant, un médecin très doué, se fait sauver par un homme nommé Nick qui se prend pour le père Noël. Elle va apprendre à le connaître et il va se faire de nouveaux amis un peu spéciaux.

## Fiche technique
- Titre original : The Real St. Nick
- Réalisation : Penelope Spheeris
- Scénario : Steven Palmer Peterson d'après une histoire de Peterson et Stephanie Rennie
- Photographie : Andrew Strahorn
- Musique : Jeff Toyne (en)
- Pays : États-Unis
- Durée : 85 minutes
- Date de diffusion :
  -  France : 15 décembre 2013 sur TF1

## Distribution
- Torrey DeVitto : Kate Bryant
- Callard Harris : Nick
- Matt Felker : Spaulding Tyler
- Kenneth Choi : Jack / R.P. McMurphy
- Roma Maffia  (VF : Frédérique Cantrel)  : Tanya
- Alix Elizabeth Gitter : Isabel
- Mark Adair-Rios : Eddie
- Aaron Landon : Roberto
- Thomas Sellwood : Ben

Version française
Studio de doublage : Mediadub International
Direction artistique : Maïk Darah
Adaptation : Amanda Paquier

## Accueil
Le téléfilm a été vu par 1,978 million de téléspectateurs lors de sa première diffusion.